# اللكيم (كعيدنة)

تعديل مصدري - تعديل

اللكيم هي إحدى قرى عزلة الغربي بمديرية كعيدنة التابعة لمحافظة حجة، بلغ تعداد سكانها 126 نسمة حسب تعداد اليمن لعام 2004.